# 番仔厝保德宮
25°07′59″N 121°29′36″E / 25.133035°N 121.493366°E
番仔厝保德宮，是位於臺灣台北市北投區豐年里的王爺廟，為凱達格蘭族北投社的漢化信仰場所。2008年5月1日，此廟與長老教會北投教堂、番仔厝、番仔溝登錄為文化景觀，2022年重新登錄為史蹟。

## 沿革
北投耆老相傳臺灣清治時期，凱達格蘭族人在到貴子坑溪撿到漂流的神像，並專屬奉祀，稱為「番仔王爺」，視為池府王爺。臺灣日治時期，凱達格蘭族人的頂社被改建為馬場，族人遂遷移至番仔厝（今大業路與豐年路交叉口附近），後來庄民集資興建廟宇。1944年，五名潘姓信徒集資在今十信高中對面建立番仔厝保德宮。
1971年成立管理委員會。1984年，凱達格蘭族的福神宮遭水患沖毀，遂納土地公入保德宮合祀，並保留福神宮廟額。
之後淡水捷運線興建再度遷移，又經過幾次變動，才遷至大業路517巷內，與土地公共同供奉。但此土地是十信工商所有地，引起產權問題。居民表示當時十信工商負責人蔡氏家族要求他們遷往巷內，當時沒向蔡家要求文書證明，導致地產權糾紛。雖然居民曾表達願意租用或購買，但十信工商堅持不肯。

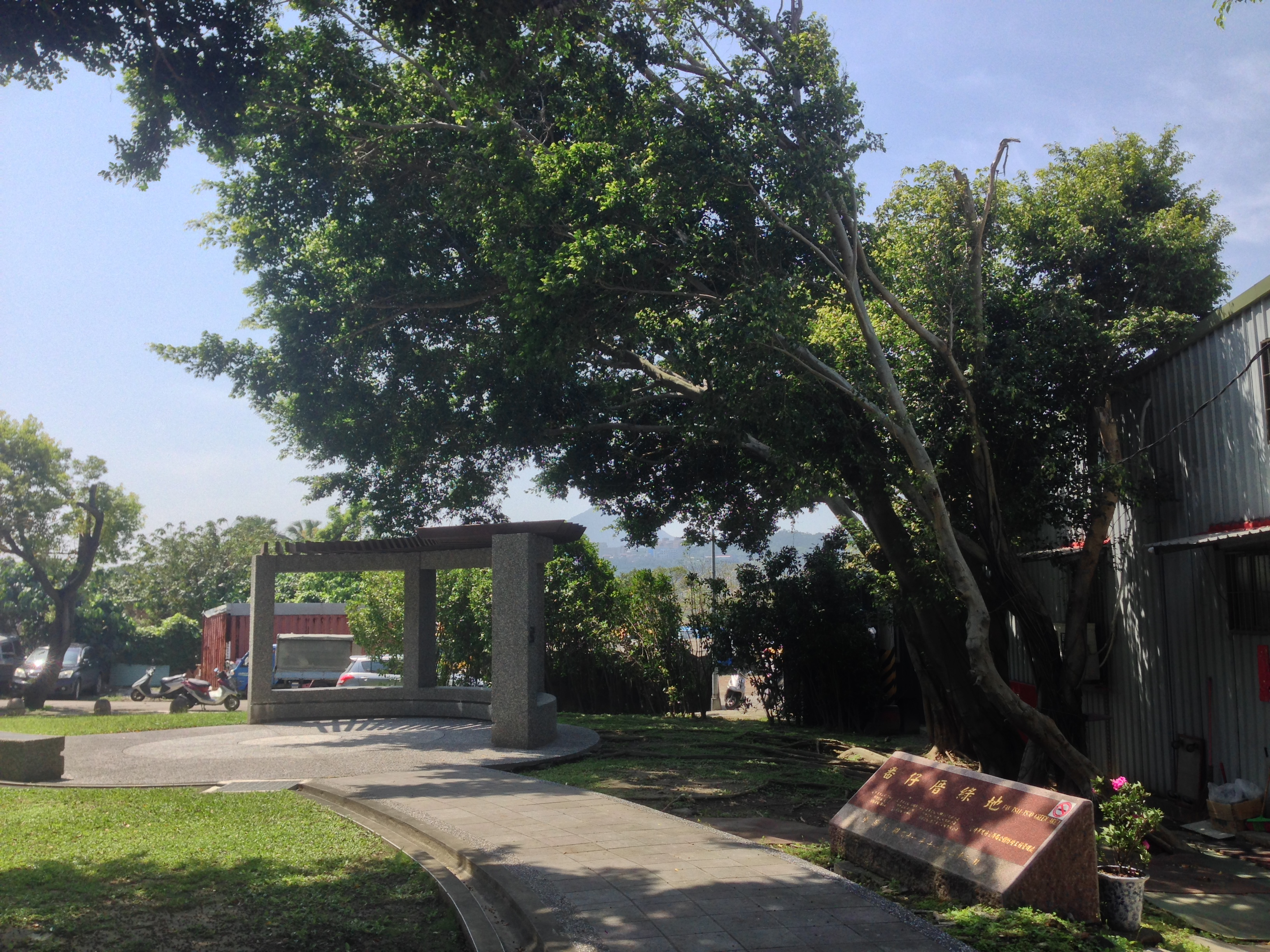
番仔厝公園

2004年11月高等法院判決定此廟需拆除，引起民進黨立委田秋堇等人呼籲保存平埔族文化。台北市文化局認定廟宇建築本身並無歷史價值，只將神像、祭祀用具等訂為文化景觀標的物，本來打算協助將此廟遷往馬路旁的綠地公園，但因是公園用地無法使用。廟祝表示到執行命令後，每日都向王爺擲筊卻都得到笑筊，證明神明不想離開保德宮；豐年里長鄭國華說，此廟不僅是文物古蹟，也是里民信仰中心，廟方願自行搬遷，但需要時間來緩衝。
2010年10月13日上午9點30分，政府強制執行，先由法官向廟方重申立場，隨即焚香向眾神表示，但十數名信眾即團團圍住供桌，高喊「護廟，護王爺！」，不讓地主請神，一度與現場員警爆發肢體衝突。十信工商願意提供新台幣20萬的搬遷補償。上午十一點許，廟祝擲筊請示王爺是否願意移駕，第二次獲得聖筊，眾神像陸續由信眾請出。文化局也到場協助搬遷神像工作。

## 祭祀
王爺以農歷六月十八為誕辰。在建廟後，廟方先不允許外族參拜，情況到成立管理委員會才改觀。信眾會挖取王爺神尊底座的沉香木灰來泡水治病，因經年累月祈求者眾，神像下方被挖出拳頭大的洞；廟方後來以泥土填補，婉拒再受理鑿灰治病。
廟中的土地公則定農曆八月十二作誕辰，神像材質為青斗石。2007年《自由時報》報導時，53歲的凱達格蘭族潘坪城表示在太祖所墾殖的田裡就有此土地公神像，並表示之前信徒都不知神尊上刻有「平埔社」，直到13年前迎請土地公同行去北港朝天宮進香，捧神尊過天公爐卻不慎掉落爐內，清理後才發現。